# British American Racing
British American Racing ili skraćeno BAR je bila momčad Formule 1, koja se u tom prvenstvu natjecala od 1999. do 2005. Prve bodove momčadi donijeli su Jacques Villeneuve i Ricardo Zonta četvrtim i šestim mjestom na Velikoj nagradi Australije 2000. Trećim mjestom na Velikoj nagradi Španjolske 2001., Villeneuve je BAR-u donio prvo postolje. Najuspješnija sezona za BAR bila je 2004., kada je momčad osvojila titulu viceprvaka konstruktora iza Ferrarija. Iste sezone Jenson Button osvojio je deset postolja, te treće mjesto u konačnom poretku vozača iza Rubensa Barrichella i Michaela Schumachera. Krajem 2005. Honda je od British American Tobacca dobila 100% vlasništvo nad BAR-om, te za sljedeću 2006. momčad preimenovala u Honda Racing F1.

## Vanjske poveznice
- BAR - Stats F1